# والتر زيلر (متسابق دراجات نارية)
والتر زيلر (بالألمانية: Walter Zeller)‏ كان متسابق دراجات نارية ألماني. نافس في سباقات بطولة العالم لفئة 500 سي سي. كما شارك في كأس جزيرة مان السياحية.

## روابط خارجية
- والتر زيلر على موقع MotoGP.com (الإنجليزية)